# Dronningens Garde
Dronningens Garde (originaltitel Forbidden Paradise) er en amerikansk stumfilm fra 1924 af Ernst Lubitsch.

## Medvirkende
- Pola Negri som Catherine
- Rod La Rocque som Alexei Czerny
- Adolphe Menjou
- Pauline Starke som Anna
- Fred Malatesta
- Nick De Ruiz
- Carrie Daumery